# 圍攻奧蘭
圍攻奧蘭，是發生在1556年奧斯曼阿爾及利亞的戰役。
奧斯曼帝國軍隊在海上和陸上圍攻駐在奧蘭的西班牙軍隊，但不能成功驅逐他們，於是在1556年8月將40艘槳帆船撤回東地中海地區。
在這次戰役中摩洛哥成為西班牙的盟友，也因此得到特莱姆森。